# Route départementale 214 (Guadeloupe)
 (mars 2024).
Si vous disposez d'ouvrages ou d'articles de référence ou si vous connaissez des sites web de qualité traitant du thème abordé ici, merci de compléter l'article en donnant les références utiles à sa vérifiabilité et en les liant à la section « Notes et références ».
Pour les articles homonymes, voir Route départementale 214.
La route départementale 214, ou RD 214, est une route départementale de Guadeloupe d'environ 5 km, qui relie toute l'île de Terre-de-Haut aux Saintes.
La circulation des voitures est interdite dans certains endroits.

## Tracé
- Pointe Boisjoli
- Centre ville de Terre de haut : Reliée à la rue de Marigot et rue de Grande Anse
- Anse Mire : reliée à route de la Maison blanche
- Fort Napoléon